# 顺河回族区
顺河回族区是中华人民共和国河南省开封市的一个市辖区。面积87平方公里，總人口約33万人。

## 行政区划
顺河回族区下辖8个街道办事处：
清平街道、铁塔街道、曹门街道、宋门街道、工业街道、苹果园街道、东苑街道和土柏岗街道。

## 人口民族
根據第七次人口普查數據，截至2020年11月1日零時，順河回族區常住人口為227864人    。
截至2012年，順河回族區總人口約25.6萬，有漢族、回族、滿族、蒙古族等20多個民族，回族佔10.7%，是開封市面積最大、人口最多的城區。